# Danmarks runeindskrifter 81
DR 81 är en vikingatida (efter-Jelling) runsten av granit i Skern, Skjern socken och Viborgs kommun.  Stenen dateras stilhistorisk till 970–1020 på grund av masken i Mammenstil.

## Inskriften
Translitterering av runraden:
§A soskiriþr : risþi : stin : finulfs : tutiʀ : at : uþinkaur : usbiarnaʀ : sun : þoh : tura : uk : hin : turutin:fasta : 
§B siþi : sa : monr : is ¶ : þusi : kubl : ub : biruti
Normalisering till rundanska:
§A Sasgærþr resþi sten, Finulfs dottiʀ, at Oþinkor Asbiarnaʀ sun, þan dyra ok hin drottinfasta. 
§B Siþi sa mannr æs þøsi kumbl of briuti.
Översättning till nusvenska:
§A Sasgerd, Finulvs dotter, reste stenen efter Odinkar, Āsbiorns son, den mot drotten trofaste. 
§B Svida (svårt lida, pinas) (skal) den man, som bryder disse kumler.
På U 942 finns ordet turuin (turu[t]in) i böneformel «Välsigne oss Gud, människors härskare, helige drotten!» På Vg 67 finns besvärjelseformeln med + uf + briuti och på DR 338 med ub ¶ briuti (som bryter).